# Henriette Crone
Thora Elise Henriette Crone (5. februar 1874 – 11. oktober 1933) var en dansk fagforeningskvinde, socialdemokratisk politiker og fredsaktivist. Fra 1898 var hun medlem af Kvindelige Trykkeriarbejderes Fagforening og blev formand i 1906. Hun var tidligt medlem af Danske Kvinders Fredskæde, etableret i 1915 som den danske afdeling af Women's International League for Peace and Freedom (en). I 1920 blev hun valgt til Landstinget, hvor hun havde plads resten af sit liv.  

## Tidligt liv
Thora Elise Henriette Crone, født 5. februar 1874 i Bakkendrup ved Kalundborg i Nordvestsjælland, var datter af Karen Sofie Kristensen (1840–1915) og smeden Lars Peder Crone (1832–1888). Hun var den yngste af familiens tre døtre. Hun kom som 14 årig ud og arbejde, som stuepige i forskellige familier indtil 1896, hvor hun som 22 årig flyttede ind hos sin mor i Griffenfeldsgade, København. Siden 1893 havde moderen levet af at drive et pensionat på Nørrebro. Her blev hun boende til morens død i 1915, hvorefter hun flyttede til Guldbergsgade. Selvom mulighederne for kvinder i trykkeriindustrien på dette tidspunkt var begrænsede, lykkedes det hende at finde arbejde på en række trykkerier.

## Karriere
Crones politiske interesse begyndte med ansættelsen som trykker. Hun engagerede sig i fagforeningsarbejde og i Socialdemokratiet. Hun meldte sig ind i Kvindelige Trykkeriarbejderes Fagforening den 6. februar 1898, den dag den blev stiftet i “Danas Have” på Nørrebro, og trådte straks ind i bestyrelsen. Efter at have tjent som sekretær og næstformand i fagforeningen blev hun valgt til formand i 1906, en stilling hun beholdt til sin død i 1933. Hun huskes for med succes at modsætte sig et lovforslag fra 1911, der forhindrede natarbejde for kvinder, da hun, på linje med andre kvindeorganisationer, mente, at det ville føre til, at mænd tog kvindernes arbejde. Udover formandskabet i Kvindelige Trykkeriarbejderes Fagforening var Crone medlem af både hovedbestyrelsen og forretningsudvalg i Dansk Typografiforbund.
Crone havde gode relationer til andre kvindeforeninger. Takket være økonomisk støtte fra Socialdemokratiet, var hun en af de ni danskere, der kunne deltage i den Internationale Kvindekongres, der i 1915 blev afholdt i Haag. I 1916 blev hun tidligt medlem af Danske Kvinders Fredskæde, den danske afdeling af Women's International League for Peace and Freedom, der blev oprettet som et resultat af den Internationale Kvindekongres. Da de indså, at organisationen ville drage fordel af inklusion af arbejderklasseaktivister, rekrutteredes Crone. Hun blev dermed anerkendt for sin indflydelsesrige rolle som formand for Kvindelige Trykkeriarbejderes Fagforening. 
På den politiske front blev hun som repræsentant for Socialdemokratiet i 1920 valgt ind i Landstinget, hvor hun sad resten af sit liv. Ud over sociallovgivningen var emner, som hun interesserede sig aktivt for, blandt andet sygesikring, beskyttelse af børn og unge og kvinders forhold. 
Crone spillede en aktiv rolle ved den Fjerde LSI-kvindekonference, der blev afholdt i Wien i juli 1931, og opfordrede til færre detaljer i internationale resolutioner med henblik på at overlade praktisk gennemførelse til de deltagende lande. Hun argumenterede også for vigtigheden af at sikre solidaritet mellem mænd og kvinder inden for den globale socialistiske arbejderbevægelse. 
Henriette Crone døde i København af et hjerteanfald den 11. oktober 1933. 